# Seika (Giappone)
Seika (精華町?) è una cittadina giapponese della prefettura di Kyōto.